# جاستینا ولنتاین
جاستینا ولنتاین یک مجری تلویزیونی، رپر و خواننده آمریکایی اهل پاسائیک کانتی، نیوجرسی است که بیشتر به خاطر تک آهنگ‌هایش "Candy Land" با حضور رپر Fetty Wap و "Unbelievable" شناخته می‌شود. او همچنین به عنوان یکی از بازیگران نمایش کمدی بداهه Wild 'N Out (2016–اکنون) شناخته می‌شود.

### اوایل زندگی
والنتین در کاونتی پاسایک، نیوجیرسی متولد شد و از نژاد ایتالیایی است. در خانواده ای موسیقی دان بزرگ شده و در تئاتر کار کرده و از کودکی رقص یادگرفته است. والنتین همیشه عاشق هیپ هپ و آر اند بی بوده در سال ۲۰۰۶، او شروع به ضبط موسیقی خود کرد.

#### حرفه
ولنتاین اولین میکس خود Route 80 را در سال ۲۰۱۲ منتشر کرد. تک آهنگ‌های "Bubble Gum" و "Hip-Hop Joan Jett" به آهنگ‌های محبوب در یوتیوب تبدیل شدند. والنتاین EP Valentine را در سال ۲۰۱۳ منتشر کرد و در رتبه ۳۸ جدول R&B iTunes قرار گرفت. در ۸ ژوئیه ۲۰۱۴، این خواننده دومین میکس خود را با نام Red Velvet منتشر کرد. او در سال ۲۰۱۶ آلبوم استودیویی خود را با نام Scarlet Letter منتشر کرد. در سال ۲۰۱۷، ولنتاین سومین میکس نواری به نام Feminem را منتشر کرد که به عنوان ادای احترام به خواننده رپ امینم توصیف شد. او آلبوم Favorite Vibe را در سال ۲۰۱۹ منتشر کرد که اولین بار در ۳۰ چارت برتر هیپ هاپ قرار گرفت و در دو هفته اول بیش از یک میلیون استریم به دست آورد. پس از مدت کوتاهی Favorite Vibe آلبوم Infrared در سال ۲۰۲۰ منتشر شد که در لیست ۵ برتر جدول iTunes قرار گرفت. مادون قرمز به عنوان «ترکیبی از هیپ هاپ کلاسیک و R&B، با احساسات پاپ» توصیف می‌شود.در سال ۲۰۱۶، ولنتاین به گروه بازیگران فصل 8 Wild 'N Out در MTV اضافه شد و از آن زمان تاکنون برای هر فصل متوالی عضوی از بازیگران بوده است. از فصل ۱۷، او طولانی‌ترین بازیگر زن است که در این سریال حضور داشته است.

##### سبک موسیقی و تأثیرات
سبک موسیقی الکتریک ولنتاین هیپ هاپ را با عناصر ژانرهای دیگر القا می‌کند. او چارت‌های تک آهنگ و پخش عمده رادیویی را داشته است.